# Milena Miconi

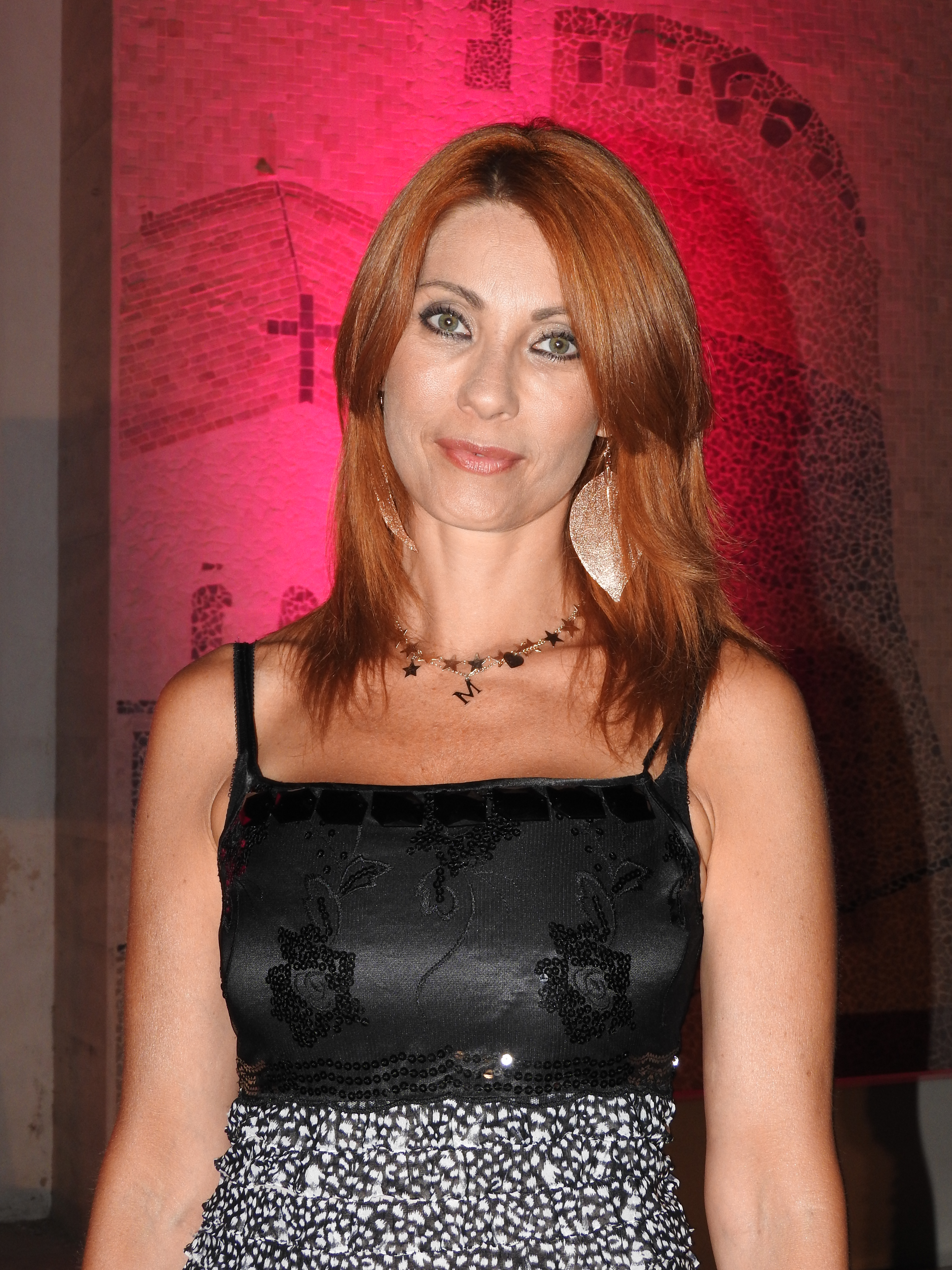
Milena Miconi im Rahmen einer Gala in Campora San Giovanni, 2017

Milena Miconi (* 15. Dezember 1971 in Rom) ist eine italienische Schauspielerin, Soubrette und Fotomodell.

## Theater
- Atti unici von Antonio Serrano
- 1985: Se ne cadette o' Teatro von Bruno Colella
- 1993: La voglia matta von Attilio Corsini
- 1999: I tre moschettieri von Pino Ammendola und Nicola Pistoia
- 1999: Il giorno della civetta von Fabrizio Catalano
- 1999: Buffoni e piacioni von Castellacci & Pingitore
- 2000: Burini e Cocottes von Castellacci & Pingitore
- 2007: Gli uomini preferiscono le bionde
- 2012: Campo dei fiori von Pino Quartullo
- 2013: Il tempo delle mail von Giulia Ricciardi
- 2014: Forbici e follia

## Verschiedenes
- 2000: BuFFFoni, von Pier Francesco Pingitore
- 2001: Saloon
- 2002: Attenti al buffone von Bruno Colella.
- 2012: Campo de’ Fiori von Pino Quartullo.

## Filmografie

### Kino
- 1997: Finalmente soli, Regie Umberto Marino
- 1997: Fuochi d'artificio, Regie Leonardo Pieraccioni
- 2010: Il sottile fascino del peccato, Regie Franco Salvia
- 2011: Divino, (Corto) Regie Giovanni Bufalini
- 2011: La strada di Paolo, Regie Salvatore Nocita
- 2011: Miss Wolf and the Lamb, (corto) Regie Roberto Leoni
- 2012: 100 metri dal paradiso, Regie Raffaele Verzillo
- 2013: Il disordine del cuore, Regie Edoardo Margheriti
- 2015: Babbo Natale non viene da Nord, Regie Maurizio Casagrande

### Fernsehen
- 1997: Un posto al sole
- 1998: S.P.Q.R., Regie Claudio Risi
- 1999: Anni '50, Regie Carlo Vanzina
- 1999: Don Matteo, Regie Enrico Oldoini – Episode Il fuoco della passione
- 2000: Tequila & Bonetti – Episode Crimini d'estate
- 2000: La casa delle beffe, Regie Pier Francesco Pingitore
- 2003–2004: Carabinieri 2–3, Regie Raffaele Mertes
- 2004: Don Matteo 4, Regie Giulio Base und Andrea Barzini
- 2005: Edda, Regie Giorgio Capitani
- 2005: San Pietro, Regie Giulio Base
- 2005: Una famiglia in giallo, Regie Alberto Simone
- 2005–2006: Don Matteo 5, Regie Giulio Base, Carmine Elia, Elisabetta Marchetti
- 2007: Gente di mare 2, Regie Giorgio Serafini – Episode Una vita da salvare
- 2008: Vita da paparazzo, Regie Pier Francesco Pingitore
- 2008: Terapia d'urgenza, Regie Carmine Elia, Lucio Gaudino und Gianpaolo Tescari
- 2009: Il Commissario Manara, Regie Luca Ribuoli, Guido Caprino und Roberta Giarrusso
- 2011: Il delitto di Via Poma, Regie Roberto Faenza
- 2011: Sarò sempre tuo padre, Regie Lodovico Gasparini
- 2012: La vita che corre, Regie Fabrizio Costa
- 2012: Rex – Episode Gioco sottobanco
- 2013: Un medico in famiglia 8